# Pozzo gravitazionale
In fisica, con il termine pozzo gravitazionale si fa riferimento ad una regione di spazio dotata di campo gravitazionale che circonda un corpo di una certa massa.

## Interpretazione matematica

Rappresentazione di un pozzo gravitazionale attorno ad una massa sferica.

Il potenziale gravitazionale esterno di un corpo a simmetria sferica di massa M è pari a:
{\displaystyle \Phi (\mathbf {x} )=-{\frac {GM}{|\mathbf {x} |}}}
La rappresentazione geometrica della formula precedente è data da una superficie con un raggio di curvatura ridotto in corrispondenza della massa considerata. Il termine "pozzo gravitazionale" deriva appunto dalla forma assunta da questa superficie.